# VSK-94
Le VSK-94 est un fusil de précision développé par l'entreprise russe Konstruktorskoe Buro Priborostroeniya. Initialement chambré en 9mm, il a été conçu dans les années 1994 afin de pourvoir aux besoins du combat urbain.
La conduite des opérations de combat en milieu urbain exige un armement plus compact. Pour répondre à cette nécessité différentes industries russes mirent au point des fusils de précision, notamment le VSK-94 et le SVD, dont les dimensions permettent l'utilisation dans un milieu restreint, ainsi sur ce type d'armes le silencieux remplace le canon d'origine
De par son design, cette arme fait penser au VSS Vintorez avec une crosse synthétique.